# Trešnjevka – jug
Trešnjevka – jug gradska je četvrt u samoupravnom ustrojstvu Grada Zagreba.
Gradska četvrt osnovana je Statutom Grada Zagreba 14. prosinca 1999. Čine ju sljedeći mjesni odbori: Gajevo, Horvati – Srednjaci, Jarun, Knežija, Prečko, Vrbani.
Po podacima iz 2011. površina četvrti je 9,84 km2, a broj stanovnika 66 674.
Četvrt obuhvaća dio Zagreba južno od Zagrebačke avenije, zapadno od Savske ceste, sjeverno od Save, a istočno od Savske Opatovine.
U četvrti se nalazi nekoliko starih sela (Horvati i Jarun), ali većina stanovnika živi u visokourbaniziranima naseljima, kao što su Knežija, Srednjaci, Gredice, Gajevo, Jarun, Vrbani, Prečko i Staglišće.
U četvrti se između ostalog, nalazi jezero Jarun, omiljeno odredište Zagrepčana, pa se ponekad cijelo područje (osim Knežije i Prečkog) naziva Jarun.

## Vijeće gradske četvrti Trešnjevka – jug
- predsjednik: nije izabran
- potpredsjednik: nije izabran

Vijeće gradske četvrti Trešnjevka – jug ima 19 zastupnika.
| lista | lista                                                                  | nositelj liste        | glasovi | postotak | mandati |
| ----- | ---------------------------------------------------------------------- | --------------------- | ------- | -------- | ------- |
|       | Možemo! – SDP                                                          | Tihana Soljankić      | 12 025  | 49,99 %  | 12 / 19 |
|       | NL Marija Selak Raspudić                                               | Darko Mrzlečki        | 3173    | 13,19 %  | 3 / 19  |
|       | HDZ – Domovinski pokret – HSU – HSS                                    | Dominik Gluhinić      | 3027    | 12,58 %  | 3 / 19  |
|       | Jedino Hrvatska! – Domino – Hrvatski suverenisti – Blok za Hrvatsku    | Tomislav Jonjić       | 1782    | 7,40 %   | 1 / 19  |
|       | Zagreb United                                                          | Esad Turković         | 1136    | 4,72 %   | 0 / 19  |
|       | DO i SIP – GLAS – ORaH – Reformisti                                    | Krešimir Komljenović  | 863     | 3,58 %   | 0 / 19  |
|       | NL Pavle Kalinić – Stranka umirovljenika – Umirovljenici zajedno – ZDS | Nebojša Bulka         | 774     | 3,21 %   | 0 / 19  |
|       | Most – HSP                                                             | Marin Sladić          | 688     | 2,86 %   | 0 / 19  |
|       | Blok umirovljenici zajedno – Plavi grad                                | Kristina Grgin Bublić | 583     | 2,42 %   | 0 / 19  |

## Vanjske poveznice
- Službene stranice grada Zagreba
- Službena web stranica Gradske četvrti